# Орешниковая соня
Орешниковая соня, или мушловка (лат. Muscardinus avellanarius) — млекопитающее семейства соневых отряда грызунов.

## Внешний вид

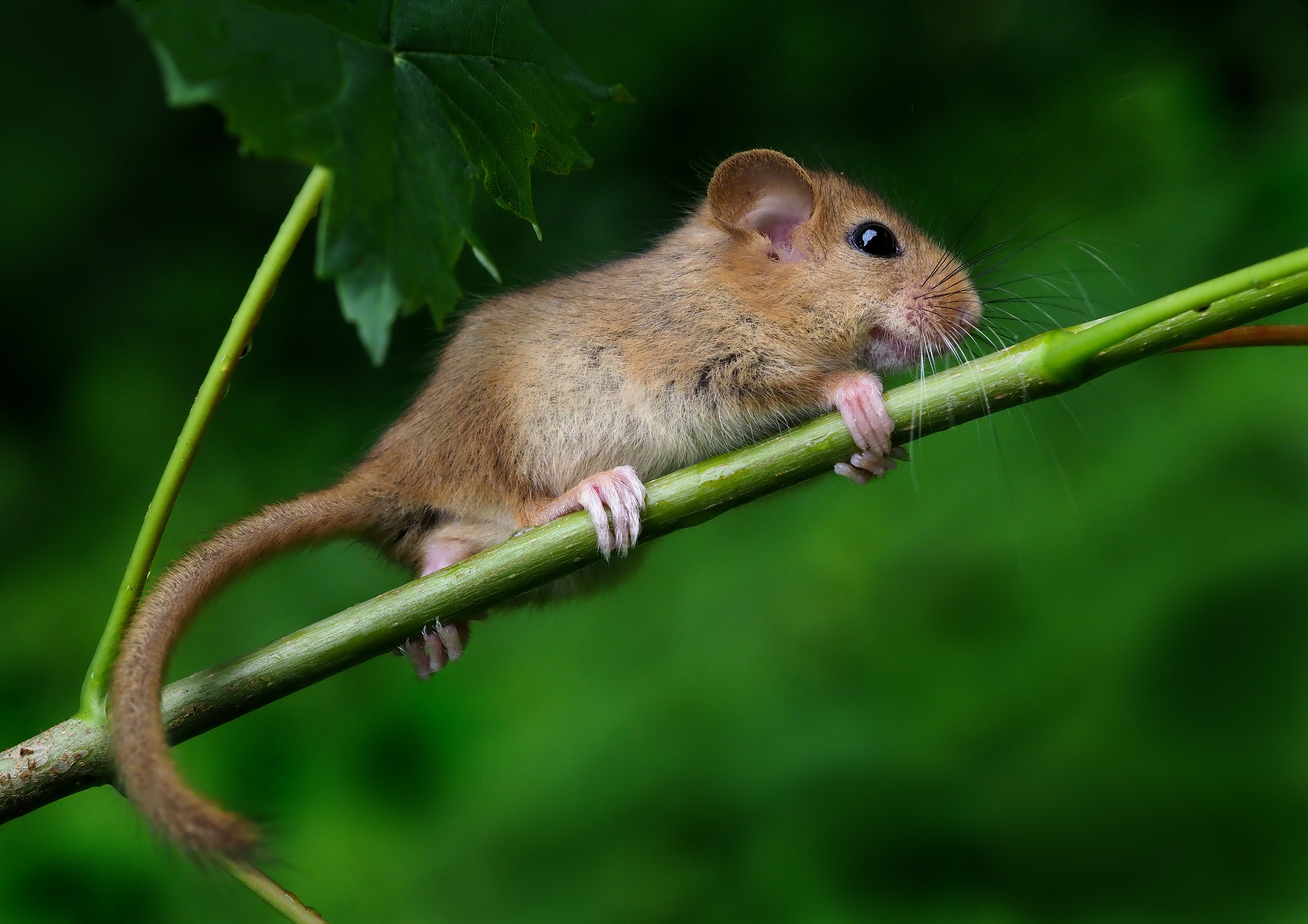

Орешниковая соня — зверёк, напоминающий миниатюрную белку. Размерами она с мышь: длина тела 15 см, масса тела 15-25 г. Это одна из самых мелких сонь. Хвост длинный, 6—7,7 см, с кисточкой на конце. Мордочка слегка притуплённая; уши небольшие, округлые; усы длинные, до 40 % от длины тела. Орешниковые сони — самый древесный вид среди сонь, что выражается в устройстве их конечностей. Четыре пальца кисти практически одной длины; I палец стопы меньше остальных и перпендикулярно им противопоставлен. При движении по веткам кисти разворачиваются в стороны почти под прямым углом.
Окраска верха тела у орешниковой сони охристо-рыжая, иногда с красноватым оттенком; нижней стороны — более светлая с палевым оттенком. На горле, груди и животе могут быть светлые, почти белые пятна. Пальцы белые. Кончик хвоста тёмный или, наоборот, светлый, депигментированный.

## Распространение

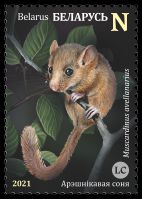
Орешниковая соня на почтовой марке Беларуси

Орешниковая соня распространена в широколиственных и смешанных лесах Европы и северной Турции; водится в южной Швеции и на юге Великобритании. Обычна для Южной Европы; отсутствует только в Испании. На территорию России заходит восточная часть ареала орешниковой сони. Она вытянута неширокой лентой от Прибалтики через верхнее Приднепровье, по р. Оке к среднему Поволжью. Также орешниковая соня присутствует на Кавказе и Предкавказье . Внутри российской части ареала орешниковая соня повсеместно редка.

## Образ жизни
Орешниковая соня обитает в лиственных и смешанных лесах, селясь в местах с богатым подростом и подлеском из лещины, шиповника, бересклета, рябины, черёмухи, калины и других плодовых и ягодных деревьев и кустарников, что обеспечивает зверькам кормовую базу (в частности чередование поспевающих кормов) и хорошие защитные условия. Её можно встретить вдоль лесных или просёлочных дорог, по опушкам полян, на зарастающих вырубках. В горах поднимается до 2000 м над уровнем моря. В Ярославской и Владимирской областях сони отдают предпочтение лиственным лесам с преобладанием липы, ясеня, дуба. В Поволжье орешниковую соню можно встретить и в хвойных лесах с обильной примесью лиственных и широколиственных пород.

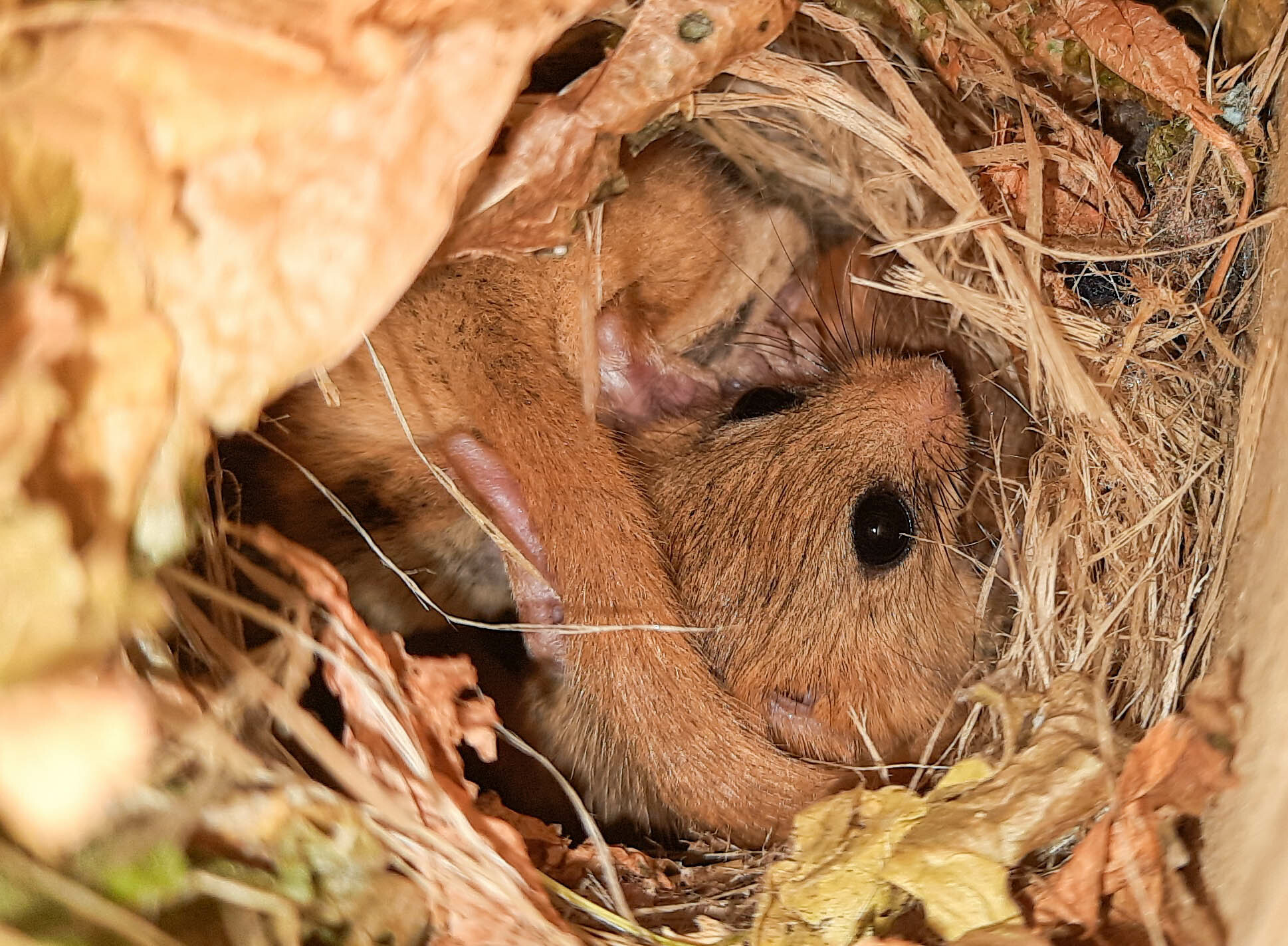
Внутри гнезда

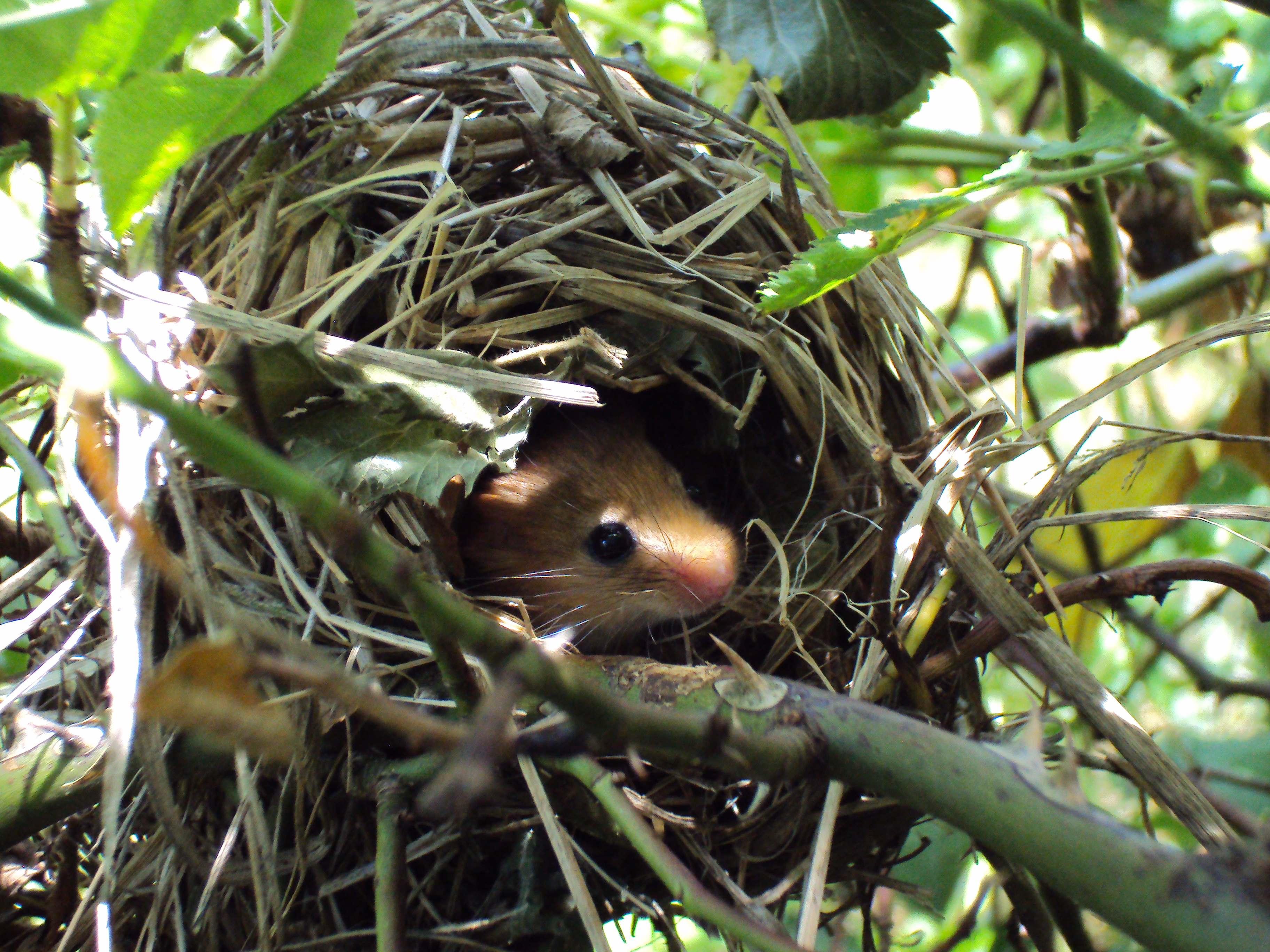
Гнездо из сухой травы

Орешниковая соня живёт преимущественно в подлеске, искусно лазая по кустарникам, даже по самым тонким и гибким ветвям. Активна с сумерек до утра. Орешниковые сони — территориальные зверьки. Участок обитания у самцов занимает около 1 га, у самок — до 0,8 га. Самки оседлы; маршруты самцов проходят по участкам нескольких самок, но участки самок не перекрываются. У каждого зверька имеется несколько жилых гнёзд; они шаровидной формы (диаметром до 15 см), состоят из сухих листьев, мха и травинок, скреплённых клейкой слюной сони. Изнутри гнездо выстлано мягкой травой, пухом и измочаленными полосками коры. Гнездо располагается на ветке на высоте 1—2 м над землёй или в низко расположенном дупле. Соня также охотно занимает птичьи скворечники, синичники, дуплянки, причём независимо от того, занят уже домик птицей или нет. В большей степени от сонь страдают горихвостки, мухоловки-пеструшки, в меньшей — большие синицы и лазоревки, способные дать отпор этому мелкому грызуну.

## Питание
Кормовой рацион орешниковой сони состоит в основном из семян древесных и кустарниковых пород (орехи, жёлуди, каштаны, буковые, липовые орешки) и разнообразных ягод и фруктов. Излюбленной пищей орешниковой сони являются орехи лещины. Ранней весной зверёк использует в пищу молодые побеги и почки. Животный корм в его рационе по одним данным отсутствует; по другим считается, что орешниковая соня нападает на мелких воробьиных птиц, разоряет кладки яиц. Пищи с высоким содержанием целлюлозы соня избегает, поскольку у неё отсутствует[уточнить] слепая кишка, где переваривается целлюлоза.

## Жизненный цикл

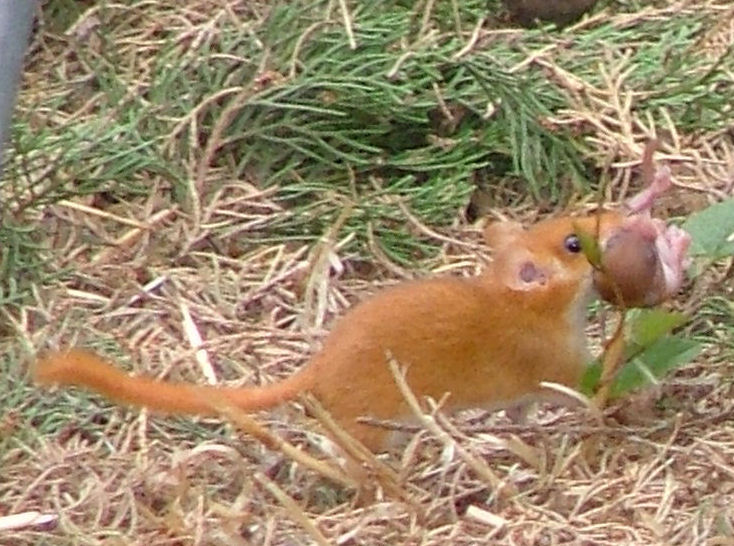
Самка, переносящая малыша

Орешниковые сони выходят из спячки в апреле—мае. Это одиночные зверьки, мало стремящиеся к общению; исключение составляет только период размножения, который длится с мая по октябрь. Самка за сезон приносит 1—2 помёта по 2—8 детёнышей в каждом; в отдельные годы выводков может быть до 3. После спаривания самка строит выводковые гнёзда, которые состоят из внешней листовой оболочки и внутренней капсулы из более мягкого материала — измельчённых стеблей трав, птичьих перьев, шерсти. Беременность длится 22—25 дней, лактация — 27—30 дней. Детёныши рождаются слепыми, прозревают на 18—19 день. К этому времени они достаточно развиты; молодые сони более быстры и подвижны, чем взрослые особи. Расселяться начинают в 35-дневном возрасте. Молодняк поздних помётов зимуют вместе с матерью и расселяется только на следующий год. Половой зрелости орешниковые сони достигают к 11-12 месяцам, так что размножаться начинают только после первой зимовки.
Спячка начинается в октябре, либо раньше — если температура воздуха падает ниже +15°С. Даже весной и летом при понижении температуры сони могут на несколько дней впадать в оцепенение и спать в своих гнездах, свернувшись в плотный мохнатый шар. Перед спячкой сони сильно отъедаются, но запасов на зиму не собирают. Для спячки они перебираются из надземных гнёзд в подземные убежища, часто в пустующие норы других грызунов. Зимовочные гнёзда утеплены подстилкой из сухой травы, мха, перьев, шерсти. Во время спячки температура тела сони падает до 0,25—0,5 °С (при нормальной температуре 34—36 °С).
Смертность животных во время спячки достигает 70 % (Подмосковье). Средняя продолжительность жизни орешниковой сони — 3 года, чаще всего животные доживают до 2—2,5 лет; в неволе — до 6 лет. В питании хищников орешниковые сони из-за своей малочисленности и деятельности в густых кронах деревьев и зарослях кустарников существенной роли не играют. Они могут стать случайной добычей совы, ласки, горностая, каменной и лесной куницы, лесного кота. Зимой неглубокие зимовочные норы и гнёзда могут раскапывать лисицы и кабаны.

## Численность и охранный статус
На относительно небольшой площади, которую занимает восточная часть ареала орешниковой сони, вид распространен спорадически и немногочислен. На территории России плотность популяции орешниковых сонь никогда не превышала 3,9 особей на 1 га.
Из всех видов сонь, живущих в Европейской части России, орешниковая соня наиболее подходит для домашнего содержания. Эти зверьки легко приручаются и даже могут приносить в неволе потомство.
На территории России вид занесён в Красные книги ряда областей: Тульской, Рязанской и Тверской, а также в Красную книгу г. Москвы.